# Johann Osiander
Johann Osiander (* 25 de Abril de 1564 em Stuttgart; † 16 de Outubro de 1626 em Adelberg) foi um teólogo evangélico alemão.

## Vida
Era filho de Lucas Osiander, O Velho e de sua primeira esposa Margarethe Entringer, estudou Pedagogia em sua cidade natal e frequentou uma escola de um convento em Württemberg. Depois de frequentar a Universidade de Tübingen, recebeu o título de Mestre em Filosofia, em 1587 tornou-se Diácono em Cannstatt, em 1591 Sacerdote em Steinheim an der Murr e em 1597 foi escolhido para o cargo de  Superintendente em Marbach am Neckar. Então em 1614 torna-se Diretor da Abadia de Murrhardt, em 1624 torna-se Abade em Adelberg e Superintendente Geral em Württemberg. Enquanto esteve voltado apenas com assuntos religiosos, teve pouca participação nas controvérsias teológicas do seu tempo. No entanto, durante muito tempo se dedicou a alquimia.
Foi casado com Anna Maria Bidembach, filha de um famoso teólogo do seu tempo, Balthasar Bidembach (1533-1578).

## Literatura
- Karl Pfaff: Wirtenbergischer Plutarch: Lebensbeschreibungen berühmter Wirtenberger. Editor J. M. Seeger, Esslingen 1832, Bd. 2.